# Two Hearts / Wild Soul
Two hearts / WILD SOUL (CHANGMIN from 東方神起) là đĩa đơn tiếng Nhật thứ mười bảy của Tohoshinki, phát hành vào ngày 6 tháng 2 năm 2008 bởi Rhythm Zone. Đây là đĩa đơn đầu tiên trong dự án T.R.I.C.K. từ album thứ ba của nhóm tại Nhật Bản, "T".

## Danh sách bài hát

### CD
| STT              | Nhan đề                                           | Phổ lời          | Phổ nhạc         | Thời lượng |
| ---------------- | ------------------------------------------------- | ---------------- | ---------------- | ---------- |
| 1.               | "Two hearts"                                      | H.U.B            | AKIRA            | 4:20       |
| 2.               | "WILD SOUL"                                       | Ryoji Sonoda     | corin            | 4:02       |
| 3.               | "Two hearts (Less Vocal)"                         |                  |                  | 4:20       |
| 4.               | "WILD SOUL (Less Vocal) -CHANGMIN from 東方神起-" |                  |                  | 4:02       |
| Tổng thời lượng: | Tổng thời lượng:                                  | Tổng thời lượng: | Tổng thời lượng: | 16:44      |

## Xếp hạng

### OriconSales Chart (Nhật Bản)
| Phát hành          | Bảng xếp hạng                | Vị trí cao nhất | Số bản tiêu thụ |
| ------------------ | ---------------------------- | --------------- | --------------- |
| 6 tháng 2 năm 2008 | Oricon Daily Singles Chart   | 10              |                 |
| 6 tháng 2 năm 2008 | Oricon Weekly Singles Chart  | 13              | 14,898          |
| 6 tháng 2 năm 2008 | Oricon Monthly Singles Chart |                 |                 |
| 6 tháng 2 năm 2008 | Oricon Yearly Singles Chart  | 323             | 23,046          |

### Korea Top 20 Foreign Albums & Singles
| Phát hành           | Bảng xếp hạng          | Vị trí cao nhất | Số bản tiêu thụ |
| ------------------- | ---------------------- | --------------- | --------------- |
| 13 tháng 2 năm 2008 | February Monthly Chart | 2               | 8,476           |
| 13 tháng 2 năm 2008 | March Monthly Chart    | 15              | 1,811           |

## Ngày phát hành
| Ngày               | Quốc gia | Định dạng          | Nhãn đĩa         |
| ------------------ | -------- | ------------------ | ---------------- |
| 6 tháng 2 năm 2008 | Nhật Bản | CD tải kỹ thuật số | Rhythm Zone      |
| 6 tháng 2 năm 2008 | Hàn Quốc | CD tải kỹ thuật số | SM Entertainment |